# Critérium Internacional de 2012
O Critérium Internacional de  2012 disputou-se entre 24 e 25 de março, sobre um traçado de 275 km divididos em 3 etapas em 2 dias, em Porto-Vecchio (Córsega do Sul) e seus arredores.
A prova pertenceu ao UCI Europe Tour de 2011-2012 dentro da categoria 2.hc (máxima categoria destes circuitos).
A carreira teve um percurso similar à da passada edição; mudando a ordem das etapas e levemente o quilometragem, reduzindo a dureza da etapa montanhosa. A destacar que foi a primeira vez que não finalizou com uma contrarrelógio.
O ganhador final foi Cadel Evans (quem ademais fez-se com a etapa contrarrelógio e a classificação por pontos). Acompanharam-lhe no pódio Pierrick Fedrigo (vencedor da etapa montanhosa) e Michael Rogers (segundo na contrarrelógio com o mesmo tempo que Evans), respectivamente.
Nas outras classificações secundárias impuseram-se Matteo Montaguti (montanha), Cyril Gautier (jovens) e Sky (equipas).

## Equipas participantes
Tomaram parte na carreira 16 equipas: 7 de categoria UCI ProTeam; 7 de categoria Profissional Continental; e 2 franceses de categoria Continental. Formando assim um pelotão de 123 ciclistas, com 8 corredores a cada equipa (excepto a BMC Racing, Cofidis, le Crédit en Ligne e FDJ-Big Mat que saíram com 7 e a Sky que saiu com 6), dos que acabaram 104. As equipas participantes foram:
| Equipa                      | Cód. UCI | Categoria                |
| --------------------------- | -------- | ------------------------ |
| RadioShack-Nissan           | RNT      | UCI ProTeam              |
| BMC Racing Team             | BMC      | UCI ProTeam              |
| Cofidis, le Crédit en Ligne | COF      | Profissional Continental |
| Sky Procycling              | SKY      | UCI ProTeam              |
| FDJ-Big Mat                 | FDJ      | UCI ProTeam              |
| Garmin-Barracuda            | GRM      | UCI ProTeam              |
| AG2R La Mondiale            | AG2      | UCI ProTeam              |
| Euskaltel-Euskadi           | EUS      | UCI ProTeam              |
| Team Europcar               | EUC      | Profissional Continental |
| Colombia-Coldeportes        | COL      | Profissional Continental |
| Saur-Sojasun                | SAU      | Profissional Continental |
| Project 1t4i                | PRÓ      | Profissional Continental |
| Bretagne-Schuller           | BSC      | Profissional Continental |
| Team Type 1-Sanofi          | TT1      | Profissional Continental |
| La Pomme Marseille          | LPM      | Continental              |
| Auber 93                    | AUB      | Continental              |

## Etapas
| Etapa | Data        | Percurso                        | km        | Ganhador         | Líder          |
| ----- | ----------- | ------------------------------- | --------- | ---------------- | -------------- |
| 1.ª   | 24 de março | Porto-Vecchio-Porto-Vecchio     | 89,5      | Florian Vachon   | Florian Vachon |
| 2.ª   | 24 de março | Porto-Vecchio-Porto-Vecchio     | 6,5 (CRI) | Cadel Evans      | Cadel Evans    |
| 3.ª   | 25 de março | Porto-Vecchio-Col de l’Ospedale | 179       | Pierrick Fedrigo | Cadel Evans    |

## Classificações finais

### Classificação geral
| Posição | Ciclista             | Equipa            | Tempo      |
| ------- | -------------------- | ----------------- | ---------- |
|         | Cadel Evans          | BMC Racing        | 7H 03' 43" |
| 2       | Pierrick Fedrigo     | FDJ-Big Mat       | + 8"       |
| 3       | Michael Rogers       | Sky               | m.t.       |
| 4       | Lars Petter Nordhaug | Sky               | + 9"       |
| 5       | Rinaldo Nocentini    | AG2R La Mondiale  | m.t.       |
| 6       | Maxime Monfort       | Radioshack-Nissan | + 23"      |
| 7       | Igor Antón           | Euskaltel-Euskadi | + 38"      |
| 8       | Thomas Lovkvist      | Sky               | + 42"      |
| 9       | Hubert Dupont        | AG2R La Mondiale  | + 47"      |
| 10      | Christophe Riblon    | AG2R La Mondiale  | + 1' 11"   |

#### Classificação por pontos
| Posição | Ciclista         | Equipa            | Pontos |
| ------- | ---------------- | ----------------- | ------ |
|         | Cadel Evans      | BMC Racing        | 23     |
| 2       | Simon Geschke    | Project 1t4i      | 18     |
| 3       | Michael Rogers   | Sky               | 16     |
| 4       | Pierrick Fedrigo | FDJ-Big Mat       | 15     |
| 5       | Florian Vachon   | Bretagne-Schuller | 15     |

#### Classificação da montanha
| Posição | Ciclista          | Equipa            | Pontos |
| ------- | ----------------- | ----------------- | ------ |
|         | Matteo Montaguti  | AG2R La Mondiale  | 24     |
| 2       | George Bennett    | RadioShack-Nissan | 12     |
| 3       | Pierrick Fedrigo  | FDJ-Big Mat       | 6      |
| 4       | Julien Berard     | AG2R La Mondiale  | 6      |
| 5       | Rinaldo Nocentini | AG2R La Mondiale  | 4      |

#### Classificação dos jovens
| Posição | Ciclista          | Equipa               | Pontos     |
| ------- | ----------------- | -------------------- | ---------- |
|         | Cyril Gautier     | Europcar             | 7h 05' 12" |
| 2       | Alexandre Geniez  | Project 1t4i         | + 4"       |
| 3       | Darwin Atapuma    | Colombia-Coldeportes | + 1' 43"   |
| 4       | Davide Malacarne  | Europcar             | + 2' 02"   |
| 5       | Dimitri Le Boulch | Auber 93             | + 2' 27"   |

#### Classificação por equipas
| Posição | Equipa            | Tempo       |
| ------- | ----------------- | ----------- |
|         | Sky               | 21h 12' 07" |
| 2       | AG2R La Mondiale  | + 9"        |
| 3       | BMC Racing        | + 3' 34"    |
| 4       | Euskaltel-Euskadi | + 4' 49"    |
| 5       | FDJ-Big Mat       | + 5' 44"    |